# Палата общин Англии

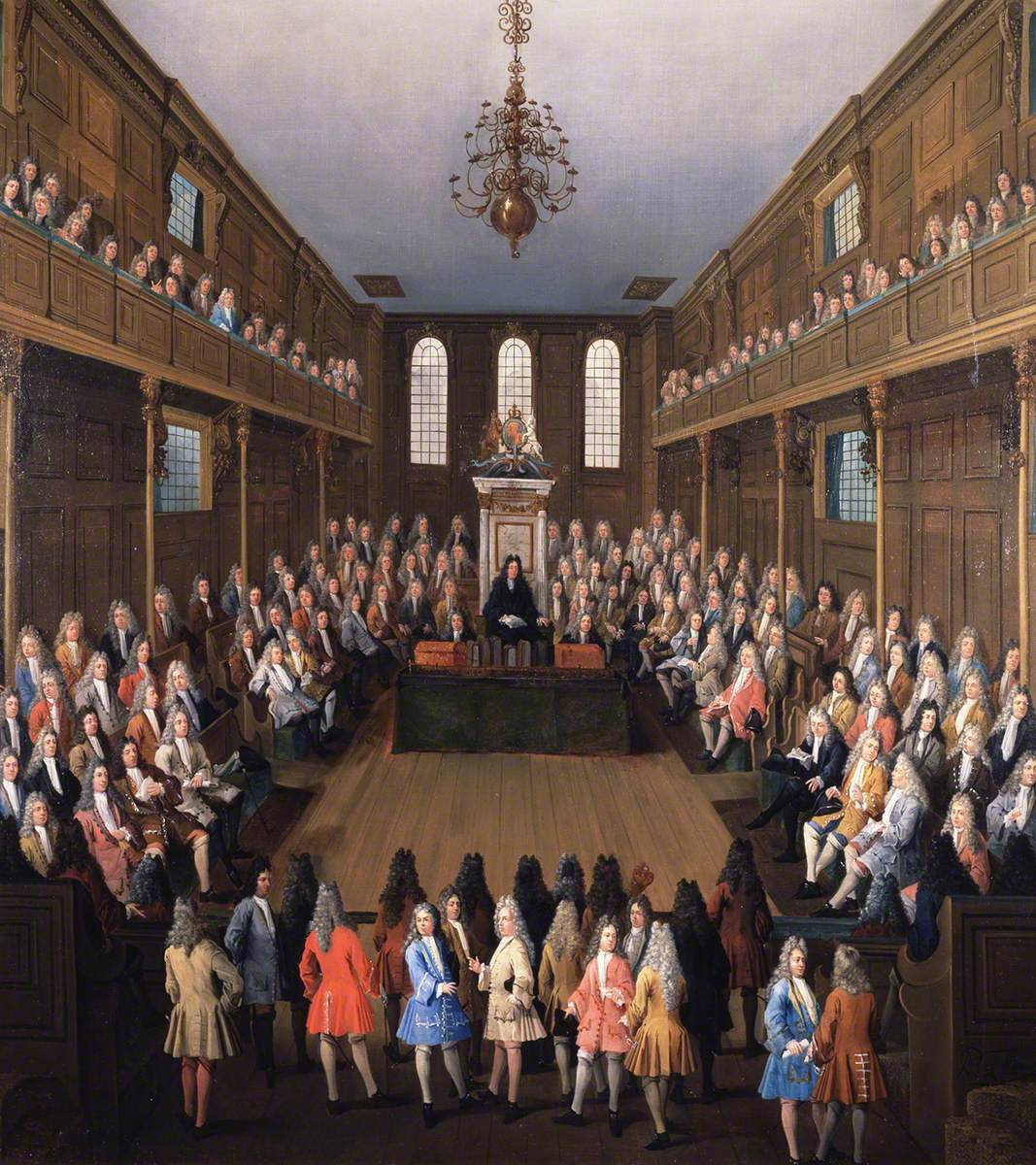
Интерьер палаты общин во время заседания

Палата общин Англии (англ. The House of Commons of England) — нижняя палата парламента Англии с XIV века и до объединения Англии и Шотландии в одно государство.
Английская палата общин возникла в 1341 году и изначально не играла значительной роли на политической арене, в отличие от верхней палаты (палата лордов), которая представляла интересы крупных феодалов. Постепенно влияние нижней палаты усилилось, особенно в решении важнейших финансовых вопросов страны. К XVII веку члены нижней палаты получили следующие привилегии: свободу от ареста во время сессии, свободу слова в стенах парламента. Таким образом в этот период появилась депутатская неприкосновенность.
При первых Стюартах права и свободы парламента, в частности привилегии нижней палаты, в значительной степени ущемлялись, так как первые короли из этой династии стремились укрепить свою личную власть, не обращая внимание на стремительно растущее недовольство данного представительного органа.
Со становлением конституционной монархии, основы которой были заложены после Английской буржуазной революции и так называемой «Славной революции», роль палаты Общин в значительной степени усиливается. Например, влияние лордов на избирательную систему уменьшилось из-за принятия Билля о правах в 1689. Данный закон, являясь неотъемлемой частью неписаной британской конституции, сократил количество «гнилых местечек», таким образом нижняя палата стала менее зависимой от аристократии и монарха.
В 1707 году, когда парламенты Англии и Шотландии были объединены в один, некоторые члены шотландского парламента стали депутатами нижней палаты без переизбрания последней.